# Mike Hawkins
Mike Hawkins, de son vrai nom Mikkel Kauczki Cox (né le 22 mai 1991 à Aarhus), est un DJ et producteur danois, actif depuis 2010.
Il annonce sa séparation du label Spinnin' Records sur les réseaux sociaux, tout comme Julian Jordan, en janvier 2016. Il rejoint le label Armada Music peu après.

## Discographie

### Singles
- 2009 : Into Sound [Tone Diary (Spinnin)]
- 2009 : Dark Matter [Tone Diary (Spinnin)]
- 2010 : Get You Down [Sound Of Copenhagen]
- 2011 : Just Be You (avec Thomas Sagstad) [Agape Music]
- 2011 : Cherrycoke (avec Pablo Oliveros) [Tone Diary (Spinnin)]
- 2011 : Not Another Anthem (avec Pablo Oliveros) [Tone Diary (Spinnin)]
- 2012 : Common Ground (avec Pablo Oliveros, Gregory Boyd) [Oxygen]
- 2012 : Slump (avec Pablo Oliveros) [Oxygen]
- 2012 : Floripa [Megaton Records]
- 2012 : This Is How We Roll (avec Pablo Oliveros) [Megaton Records]
- 2012 : Expand (avec Pablo Oliveros) [Megaton Records]
- 2013 : Trigger Warning [Megaton Records]
- 2013 : SRSLY Cool (avec Dem Slackers) [Megaton Records]
- 2013 : Jump! (avec Pablo Oliveros et Henry Fong) [Hysteria Recs]
- 2013 : Bangover (avec Pablo Oliveros) [Tone Diary (Spinnin)]
- 2013 : Let's Go (avec Sebjak) [Ultra]
- 2013 : Hot Steppa (avec Henry Fong, Toby Green) [Spinnin Records]
- 2013 : We Got This (avec Toby Green) [Megaton Records]
- 2013 : Ulysses (avec Marcus Schossow et Pablo Oliveros) [Size Records]
- 2014 : Soldiers [DOORN (Spinnin)]
- 2014 : Revolt [DOORN (Spinnin)]
- 2014 : Freedom (avec Jay Hardway) [Spinnin Records]
- 2015 : Desert Storm (avec Jetfire) [DOORN (Spinnin)]
- 2015 : Shots Fired (avec Mightyfools) [Fly Eye Recordings]
- 2015 : Lovestruck (avec Borgeous) [Spinnin' Records]
- 2015 : Hit The Streets [Megaton]
- 2015 : Burn The Maps (avec Spencer Tarring) [Megaton]
- 2015 : World On Fire (avec 7Skies) [FREE / Spinnin' Premium]
- 2016 : Follow [Armada Music]
- 2016 : Louder [Armada Music]

### Remixes
- 2010 : Trafik - Paid Up In Full (Thomas Sagstad & Mike Hawkins Remix) [GU[MUSIC] Digital (Global Underground)]
- 2011 : Kenneth Thomas - Drive (feat. Roberta Harrison &. Steven Taetz) (Thomas Sagstad & Mike Hawkins Remix) [Perfecto Records]
- 2011 : Wally Lopez - Yeah (Thomas Sagstad & Mike Hawkins Remix) [Global Underground]
- 2011 : Serge Devant, Coyle Girelli - On Your Own (Thomas Sagstad & Mike Hawkins Remix) [Ultra]
- 2011 : In The Screen - We Are The Night (Thomas Sagstad & Mike Hawkins Remix) [Subliminal Records]
- 2012 : Ryan Mendoza - Focus (Mike Hawkins Remix) [Tone Diary (Spinnin)]
- 2012 : Fatman Scoop, Hampenberg, Pitbull, Alexander Brown, Nabiha - Raise The Roof (Mike Hawkins & Pablo Oliveros Ravemode Remix) [disco:wax]
- 2012 : Sebjak - Follow Me (Mike Hawkins Remix) [Virgin]
- 2013 : Toby Green - Quillion (Mike Hawkins & Pablo Oliveros Edit) [Megaton]
- 2013 : Paul Oakenfold, J. Hart - Touched By You (Mike Hawkins Radio Edit) [Perfecto Records]
- 2014 : Martin Garrix, Jay Hardway - Wizard (Mike Hawkins Remix) [SPRS]